# Mistrovství Evropy v plavání v krátkém bazénu 2010
Mistrovství Evropy v krátkém bazénu 2010 se konalo v areálu Pieter van den Hoogenband Zwemstadion v Eindhovenu, Nizozemsko, od čtvrtka 25. do neděle 28. listopadu.
Závody na 50 a 100m se plavaly systémem rozplavby-semifinále-finále. Závody na 200 a 400m na rozplavby a finále a ženská 800m volný způsob a mužská 1500m VZ se plavaly pouze v rozplavbách. Do ranního bloku byly zařazeny rozplavby, odpoledne se konaly semifinále, finále a nejrychlejší rozplavby vytrvaleckých disciplín.
Každý stát mohl do jedné disciplíny zařadit tři závodníky, přičemž pouze dva nejrychlejší mohli postoupit do odpoledních bojů.
Na tomto šampionátu získala Česká republika zásluhou Simony Baumrtové po šesti letech cenný kov z Mistrovství Evropy. Poslední medaili získala Ilona Hlaváčková na Mistrovství Evropy 2004 (Vídeň) – bronz na 50 m znak.

## Medailové pořadí
| pořadí | stát       | zlaté | stříbrné | bronzové | celkem |
| ------ | ---------- | ----- | -------- | -------- | ------ |
| 1.     | Německo    | 10    | 8        | 4        | 22     |
| 2.     | Nizozemsko | 9     | 8        | 5        | 22     |
| 3.     | Maďarsko   | 6     | 1        | 2        | 9      |
| 4.     | Rusko      | 5     | 2        | 8        | 15     |
| 5.     | Itálie     | 4     | 7        | 7        | 18     |
| 6.     | Španělsko  | 1     | 2        | 2        | 5      |
| 6.     | Ukrajina   | 1     | 2        | 2        | 5      |
| 8.     | Rakousko   | 1     | 0        | 1        | 2      |
| 9.     | Chorvatsko | 1     | 0        | 0        | 1      |
| 10.    | Slovinsko  | 0     | 3        | 1        | 4      |
| 11.    | Norsko     | 0     | 2        | 0        | 2      |
| 12.    | Francie    | 0     | 1        | 2        | 3      |
| 13.    | Belgie     | 0     | 1        | 0        | 1      |
| 13.    | Litva      | 0     | 1        | 0        | 1      |
| 15.    | Irsko      | 0     | 0        | 2        | 2      |
| 16.    | Česko      | 0     | 0        | 1        | 1      |
| 16.    | Estonsko   | 0     | 0        | 1        | 1      |
| 16.    | Finsko     | 0     | 0        | 1        | 1      |
| Celkem | Celkem     | 38    | 38       | 39       | 115    |

Vyznačený je domácí tým.

## Disciplíny

### Mužské disciplíny
| Disciplína            | Zlato                                                                 | Zlato    | Stříbro                                                                    | Stříbro  | Bronz                                                                 | Bronz    |
| --------------------- | --------------------------------------------------------------------- | -------- | -------------------------------------------------------------------------- | -------- | --------------------------------------------------------------------- | -------- |
| 50 m volný způsob     | Steffen Deibler Německo                                               | 20,98    | Marco Orsi Itálie                                                          | 21,17    | Andriy Govorov Ukrajina                                               | 21,32    |
| 100 m volný způsob    | Danila Izotov Rusko                                                   | 46,56    | Yevgeny Lagunov Rusko                                                      | 46,60    | Luca Dotto Itálie                                                     | 47,09    |
| 200 m volný způsob    | Danila Izotov Rusko                                                   | 1:41,84  | Paul Biedermann Německo                                                    | 1:42,94  | Yevgeny Lagunov Rusko                                                 | 1:44,11  |
| 400 m volný způsob    | Paul Biedermann Německo                                               | 3:39,51  | Federico Colbertaldo Itálie                                                | 3:41,70  | Alexander Selin Rusko                                                 | 3:43,70  |
| 1500 m volný způsob   | Federico Colbertaldo Itálie                                           | 14:35,36 | Sergiy Frolov Ukrajina                                                     | 14:42,01 | Job Kienhuis Nizozemsko                                               | 14:42,39 |
| 50 m znak             | Stanislav Donets Rusko                                                | 22,74    | Vitaly Borisov Rusko                                                       | 23,72    | Nick Driebergen Nizozemsko                                            | 23,73    |
| 100 m znak            | Stanislav Donets Rusko                                                | 49,35    | Damiano Lestingi Itálie                                                    | 51,46    | Artem Dubovskoy Rusko                                                 | 51,90    |
| 200 m znak            | Yannick Lebherz Německo                                               | 1:51,74  | Damiano Lestingi Itálie                                                    | 1:51,84  | Artem Dubovskoy Rusko                                                 | 1:52,72  |
| 50 m prsa             | Robin van Aggele Nizozemsko                                           | 26,44    | Aleksander Hetland Norsko                                                  | 26,56    | Hendrik Feldwehr Německo Fabio Scozzoli Itálie                        | 26,68    |
| 100 m prsa            | Fabio Scozzoli Itálie                                                 | 57,78    | Hendrik Feldwehr Německo                                                   | 58,09    | Robin van Aggele Nizozemsko                                           | 58,68    |
| 200 m prsa            | Marco Koch Německo                                                    | 2:04,86  | Melquiades Alvarez Španělsko                                               | 2:05,41  | Anton Lobanov Rusko                                                   | 2:06,71  |
| 50 m motýlek          | Steffen Deibler Německo                                               | 22,34    | Andriy Govorov Ukrajina                                                    | 22,74    | Joeri Verlinden Nizozemsko                                            | 23,23    |
| 100 m motýlek         | Steffen Deibler Německo                                               | 49,95    | Joeri Verlinden Nizozemsko                                                 | 50,52    | Peter Mankoč Slovinsko                                                | 50,92    |
| 200 m motýlek         | Dinko Jukić Rakousko                                                  | 1:53,35  | Tim Wallburger Německo                                                     | 1:53,71  | Bence Biczó Maďarsko                                                  | 1:53,75  |
| 100 m polohový závod  | Markus Deibler Německo                                                | 52,13    | Peter Mankoč Slovinsko                                                     | 52,87    | Alan Cabello Španělsko                                                | 53,24    |
| 200 m polohový závod  | Markus Deibler Německo                                                | 1:53,25  | Vytautas Janušaitis Litva                                                  | 1:54,07  | Dinko Jukić Rakousko                                                  | 1:54,93  |
| 400 m polohový závod  | Dávid Verrasztó Maďarsko                                              | 4:03,06  | Yannick Lebherz Německo                                                    | 4:05,08  | Federico Turrini Itálie                                               | 4:05,24  |
| 4x50 volný způsob     | Itálie Luca Dotto Lucio Spadaro Filippo Magnini Marco Orsi            | 1:25,16  | Německo Steffen Deibler Markus Deibler Stefan Herbst Christoph Fildebrandt | 1:25,19  | Rusko Danila Izotov Yevgeny Lagunov Vitaly Syrnikov Vladimir Bryukhov | 1:25,81  |
| 4x50 polohová štafeta | Německo Stefan Herbst Hendrik Feldwehr Steffen Deibler Markus Deibler | 1:33,40  | Itálie Mirco di Tora Fabio Scozzoli Paolo Facchinelli Marco Orsi           | 1:33,83  | Rusko Stanislav Donets Sergey Geybel Nikolay Skvortsov Danila Izotov  | 1:34,25  |

### Ženské disciplíny
| Disciplína              | Zlato                                                                                | Zlato   | Stříbro                                                                  | Stříbro | Bronz                                                                        | Bronz   |
| ----------------------- | ------------------------------------------------------------------------------------ | ------- | ------------------------------------------------------------------------ | ------- | ---------------------------------------------------------------------------- | ------- |
| 50 m volný způsob       | Ranomi Kromowidjojovájojo Nizozemsko                                                 | 23,58   | Hinkelien Schreuder Nizozemsko                                           | 23,90   | Britta Steffenová Nizozemsko                                                 | 23,95   |
| 100 m volný způsob      | Ranomi Kromowidjojovájojo Nizozemsko                                                 | 51,44   | Femke Heemskerk Nizozemsko                                               | 52,02   | Britta Steffenová Nizozemsko                                                 | 52,92   |
| 200 m volný způsob      | Femke Heemskerk Nizozemsko                                                           | 1:52,62 | Silke Lippok Německo                                                     | 1:53,96 | Evelyn Verrasztó Maďarsko                                                    | 1:54,39 |
| 400 m volný způsob      | Ágnes Mutina Maďarsko                                                                | 4:01,25 | Melanie Costa Španělsko                                                  | 4:02,26 | Gráinne Murphy Irsko                                                         | 4:02,86 |
| 800 m volný způsob      | Federica Pellegriniová Itálie                                                        | 8:15,20 | Boglárka Kapás Maďarsko                                                  | 8:18,56 | Gráinne Murphy Irsko                                                         | 8:19,45 |
| 50 m znak               | Sanja Jovanović Chorvatsko                                                           | 27,10   | Elena Gemo Itálie                                                        | 27,13   | Simona Baumrtová Česko                                                       | 27,30   |
| 100 m znak              | Daryna Zevina Ukrajina                                                               | 57,57   | Sharon van Rouwendaal Nizozemsko                                         | 57,91   | Duane Da Rocha Španělsko                                                     | 58,37   |
| 200 m znak              | Duane Da Rocha Španělsko                                                             | 2:03,97 | Sharon van Rouwendaal Nizozemsko                                         | 2:04,13 | Daryna Zevina Ukrajina                                                       | 2:05,08 |
| 50 m prsa               | Dorothea Brandt Německo                                                              | 30,40   | Moniek Nijhuis Nizozemsko                                                | 30,45   | Valentina Artemyeva Rusko                                                    | 30,55   |
| 100 m prsa              | Moniek Nijhuis Nizozemsko                                                            | 1:06,20 | Sophie De Ronchi Francie                                                 | 1:06,21 | Tessa Brouwer Nizozemsko                                                     | 1:06,65 |
| 200 m prsa              | Anastasia Chaun Rusko                                                                | 2:22,68 | Tanja Šmid Slovinsko                                                     | 2:22,88 | Chiara Boggiatto Itálie                                                      | 2:24,52 |
| 50 m motýlek            | Inge Dekker Nizozemsko                                                               | 25,38   | Hinkelien Schreuder Nizozemsko                                           | 25,49   | Triin Aljand Estonsko                                                        | 25,90   |
| 100 m motýlek           | Inge Dekker Nizozemsko                                                               | 56,51   | Ingvild Snildal Norsko                                                   | 57,46   | Caterina Giacchetti Itálie                                                   | 58,17   |
| 200 m motýlek           | Zsuzsanna Jakabos Maďarsko                                                           | 2:05,58 | Alessia Polieri Itálie                                                   | 2:06,18 | Caterina Giacchetti Itálie                                                   | 2:06,49 |
| 100 m polohový závod    | Evelyn Verrasztó Maďarsko                                                            | 59,53   | Hinkelien Schreuder Nizozemsko                                           | 59,57   | Theresa Michalak Německo                                                     | 59,85   |
| 200 m polohový závod    | Evelyn Verrasztó Maďarsko                                                            | 2:07,06 | Kimberly Buys Belgie                                                     | 2:10,14 | Lara Grangeon Francie                                                        | 2:10,22 |
| 400 m polohový závod    | Zsuzsanna Jakabos Maďarsko                                                           | 4:29,78 | Anja Klinar Slovinsko                                                    | 4:30,83 | Lara Grangeon Francie                                                        | 4:30,93 |
| 4x50 m volný způsob     | Nizozemsko Inge Dekker Femke Heemskerk Hinkelien Schreuder Ranomi Kromowidjojovájojo | 1:34,34 | Německo Dorothea Brandt Britta Steffenová Lisa Vitting Daniela Schreiber | 1:36,83 | Finsko Marlene Niemi Emilia Pikkarainen Lotta Nevalainen Hanna-Maria Seppälä | 1:39,02 |
| 4x50 m polohová štafeta | Nizozemsko Hinkelien Schreuder Moniek Nijhuis Inge Dekker Ranomi Kromowidjojovájojo  | 1:44,98 | Německo Jenny Mensing Dorothea Brandt Lisa Vitting Britta Steffenová     | 1:47,70 | Itálie Laura Letrari Lisa Fissneider Elena Gemo Federica Pellegriniová       | 1:49,56 |